# Troja (rzeka)
Troja – rzeka, prawy dopływ Psiny o długości 36,26 km.

## Opis
Rzeka płynie w województwie opolskim i województwie śląskim. Przepływa przez miejscowości Lewice, Zubrzyce, Włodzienin, Nowa Cerekwia, Kozłówki, Kietrz, Gródczanki, Pietrowice Wielkie, Samborowice, Zopowy i Wojnowice. Źródło rzeki mieści się w powiecie głubczyckim w Obszarze Chronionego Krajobrazu Rejon Mokre – Lewice. Uchodzi do Psiny w województwie śląskim. Jej dopływami są Glinik, Kałuża (też Dopływ z Posucic, niem. Kaluscha), Morawa, Potok Rozumicki i Wierzbiec.

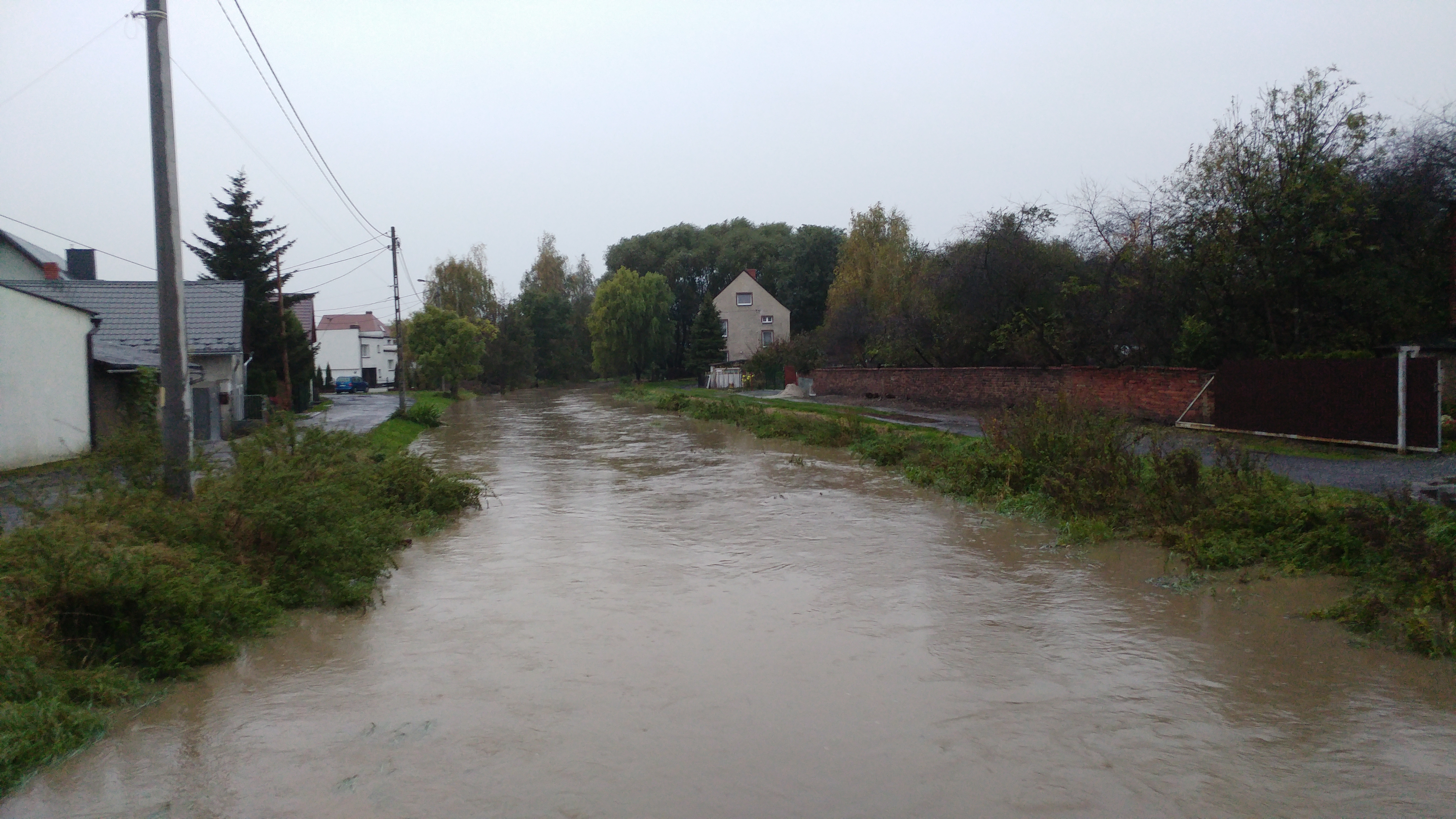
Przekroczony Stan alarmowy na Troi w Kietrzu

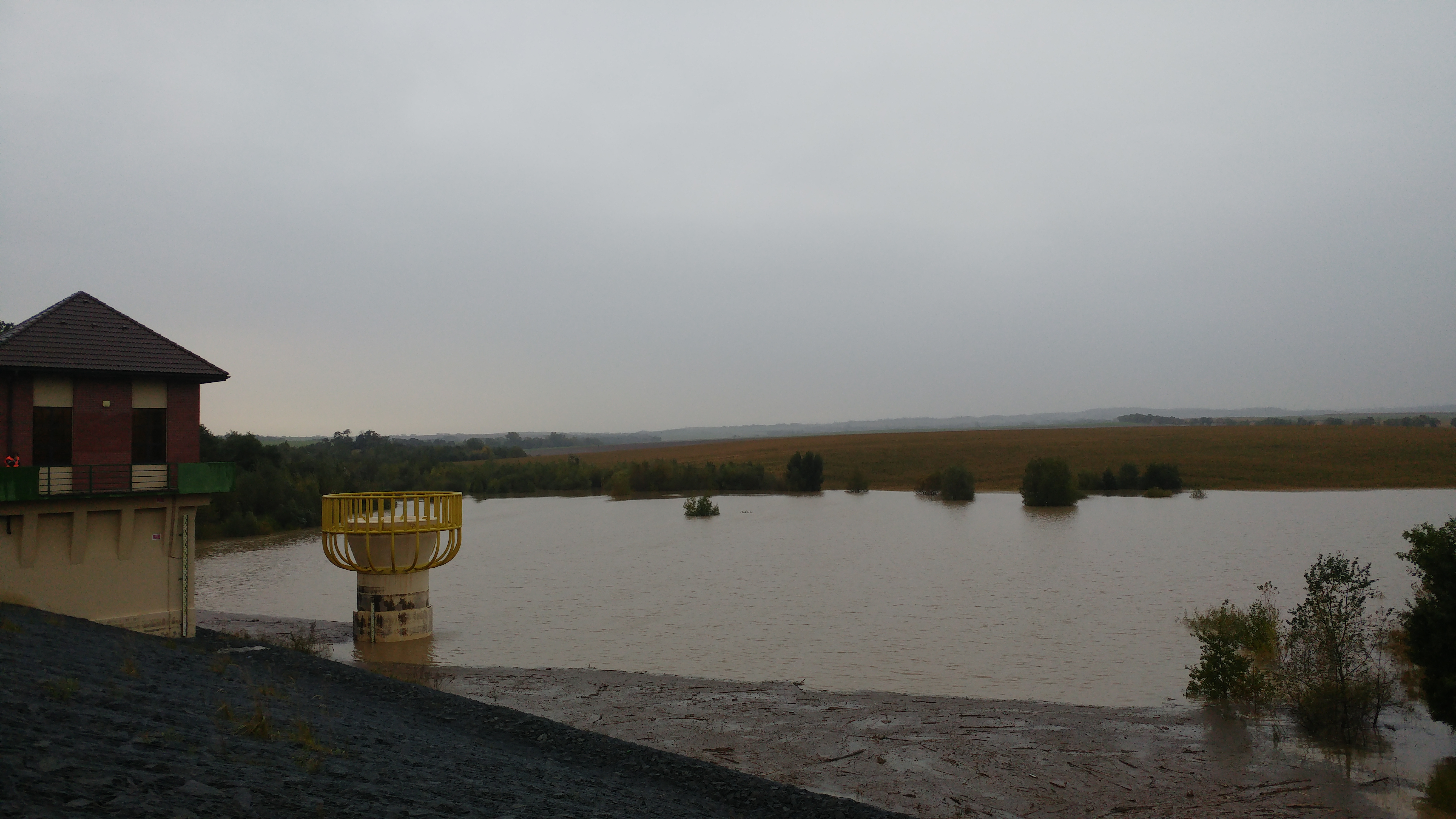
Redukcja fali powodziowej na zbiorniku Włodzienin

Jest rzeką o charakterze podgórskim co skutkuje szybkim wzrostem stanu wody  po opadach deszczu lub śnieżnych roztopach poniżej zbiornika Włodzienin. Jest też największym dopływem Psiny

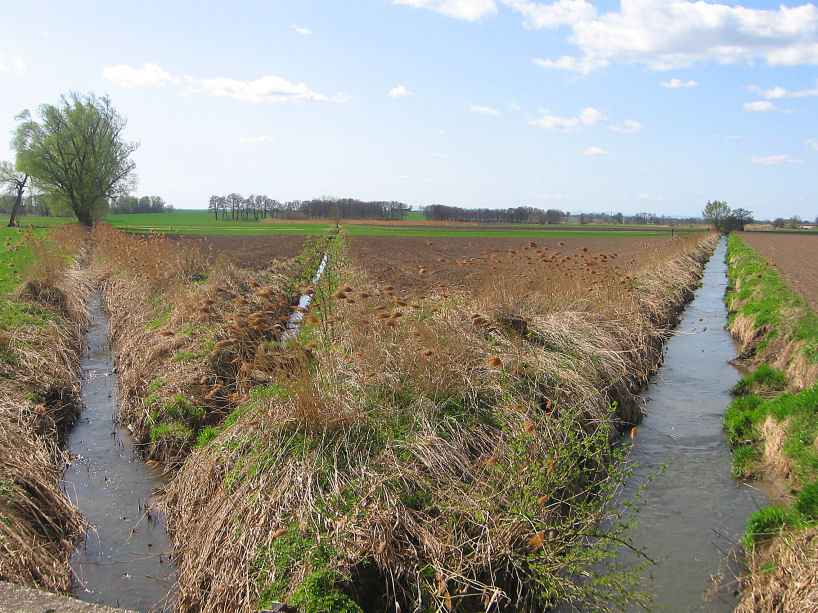
Troja w okolicach Pietrowic Wielkich (z lewej wpadający do niej Potok Rozumicki)

Jest rzeką, zasilaną w ciągu całego roku wodami podziemnymi, a dodatkowo deszczowymi i roztopowymi. Woda w rzece Troi zalicza się na przeważającym jej odcinku do wód III klasy (zadowalającej jakości). W 1997 roku wykonano prace mające na celu poszerzenie i pogłębienie koryta rzeki w Kietrzu. Dzięki uregulowaniu koryta podczas powodzi tysiąclecia w 1997 roku rzeka nie wystąpiła z brzegów, wcześniej jednak kilkukrotnie zalewała część miasta Kietrz (lata 1995–1996). W roku 2007 oddano do użytku zbiornik retencyjny we Włodzieninie. Jego głównym zadaniem jest ochrona od powodzi terenów położonych w dolinie rzeki Troi poniżej zbiornika.

Nazwa rzeki pochodzi prawdopodobnie połączenia trzech koryt rzecznych, w okolicach Pietrowic Wielkich, gdzie do Troi (koryto z prawej) wpada Potok Rozumicki (z lewej) oraz bliżej nieokreślony ciek wodny (środkowe koryto). Widok łączących się ze sobą trzech koryt sugeruje pochodzenie nazwy.

## Zbiornik Włodzienin na Troi

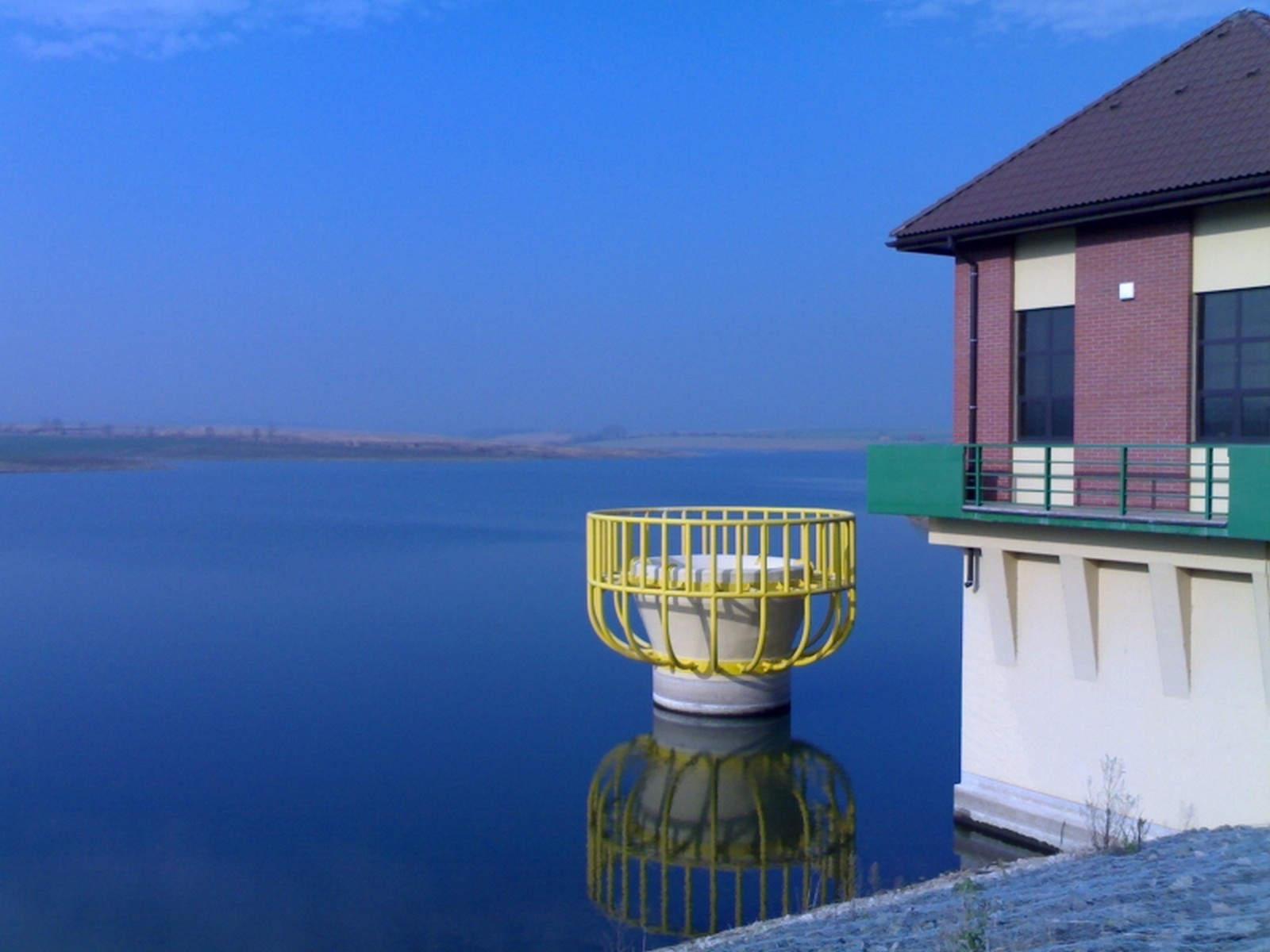
Zbiornik retencyjny na Troi we Włodzieninie

Zbiornik ma 86 ha powierzchni. W latach poprzednich zabudowania położone blisko koryta rzeki były zalewane. Zgodnie z założeniami po uruchomieniu zbiornika nastąpiła redukcja fali powodziowej o co najmniej 25 procent i przesunięcie fali kulminacyjnej o 16 godzin. Dzięki temu rzeka ma teraz bezpiecznie przejść korytem przez tereny zabudowane gmin Branice i Kietrz.
Parametry zbiornika retencyjnego Włodzienin:
- powierzchnia zalewu przy NPP = 263,5 m – 86 ha
- pojemność przy NPP = 263,5 m – 4 mln m³
- wysokość piętrzenia przy NNP – 17 m
- pojemność przy max. piętrzeniu w czasie powodzi – 5,56 mln m³
- długość zapory – 235 m
- szerokość korony – 8 m